# Méric Casaubon
Meric Casaubon (14 de agosto de 1599 – 14 de julho de 1671) foi um classicista inglês. Ele foi o primeiro a traduzir as Meditações de Marco Aurélio para o inglês. Era filho de Isaac Casaubon.
Embora dicionários biográficos (incluindo a Encyclopædia Britannica Décima Primeira Edição) comumente acentuem seu nome como Méric, ele próprio não o fazia.

## Biografia
Meric Casaubon nasceu em Genebra de pai francês, o estudioso Isaac Casaubon; foi nomeado em homenagem ao seu padrinho Meric de Vic. Após educação em Sedan, em idade precoce juntou-se ao pai na Inglaterra, e completou sua educação no Eton College e Christ Church, Oxford (B.A. 1618; M.A. 1621; D.D. 1636).
Sua defesa do pai contra os ataques de certos católicos (Pietas contra maledicos patrii Nominis et Religionis Hostes, 1621), garantiu-lhe a atenção e favor de Jaime I, que lhe conferiu uma cadeira prebendal na Catedral de Canterbury (cadeira IX) que ocupou de 1628 até sua morte. Ele também defendeu a reputação literária de seu pai contra certos impostores que haviam publicado, sob seu nome, uma obra sobre A Origem da Idolatria (Vindicatio Patris adversus Impostores, 1624).
Durante a Guerra Civil Inglesa foi privado de seus benefícios e de sua cadeira prebendal na Catedral de Canterbury e retirou-se para Oxford, recusando-se a reconhecer a autoridade de Oliver Cromwell, que, não obstante, pediu-lhe para escrever uma história imparcial dos eventos do período. Apesar das tentadoras induções oferecidas, ele declinou, e também recusou o cargo de inspetor das universidades suecas oferecido pela Rainha Cristina. Após a Restauração, foi reintegrado em seu benefício e em sua cadeira em Canterbury e dedicou o resto de sua vida ao trabalho literário. Morreu em Canterbury e está sepultado na catedral. Sua coleção de moedas foi incorporada à do Cônego John Bargrave.
A reputação de Casaubon foi ofuscada pela de seu pai; mas suas edições de numerosos autores clássicos, especialmente das Meditações de Marco Aurélio, foram especialmente valorizadas, e reimpressas várias vezes (mas pelos padrões modernos, sua tradução é de leitura difícil). Ele tinha interesse no estudo do anglo-saxão, que compartilhava com seu amigo vitalício "trustie frend" William Somner. Edward Stillingfleet, a quem Casaubon admirava, comprou muitos de seus livros, que agora estão na Biblioteca de Marsh do Arcebispo, Dublin. Alguns outros volumes de sua biblioteca chegaram à Biblioteca da Catedral de Canterbury através de William Somner.

## Controvérsia
Em A Treatise Concerning Enthusiasme (1655), Casaubon escreveu contra o entusiasmo, e circunscreveu o domínio do sobrenatural. No ano seguinte produziu uma edição de John Dee, retratando-o como tendo tido negócios com o Diabo. O contexto é de anglicanos ortodoxos desejando desacreditar os protestantes sectários do período; mas também validar a existência de espíritos para os ateus. Casaubon estava em contato com Nicholas Bernard sobre o manuscrito de Dee. Após a Restauração, Casaubon escreveu apoiando as teorias tradicionais de bruxaria. Ele estava de fato operando em várias frentes: além de atacar aqueles que negariam completamente o sobrenatural, e limitar o papel da razão na fé, defendeu o aprendizado humanista contra as reivindicações da nova filosofia natural, emanando de figuras na Sociedade Real que a viam como completamente substituindo o antigo aprendizado.

## Família
Casaubon casou-se com Frances Harrison de Hampshire por volta de 1628. O avô de sua esposa era William Barlow, que havia sido cônego da Catedral de Winchester desde 1581. O casal teve sete filhos, a maioria dos quais nasceu em Canterbury, mas apenas dois viveram até a maturidade:
- John Casaubon (1636-1692) foi um "cirurgião" rural que praticava na área de Canterbury e arredores. Ele mantinha um diário de alguns de seus casos e assuntos familiares. Termina com o autodiagnóstico do câncer esofágico que finalmente causou sua morte. O diário é mantido nos Arquivos de Southampton.
- Anne Casaubon (c. 1649-1686) foi a última criança a nascer. Ela se casou com um pároco rural chamado John Dauling, que também foi o executor do testamento de Casaubon.

Frances Casaubon morreu em 24 de fevereiro de 1652 em Londres. Sua saúde precária e morte foi uma das razões que Meric deu para não cumprir o pedido de Oliver Cromwell.

## Obras
- Pietas contra maledicos patrii Nominis et Religionis Hostes (1621)
- Vindicatio Patris adversus Impostores (1624)
- Como tradutor: Marcus Aurelius Antoninus the Roman Emperor, his Meditations Concerning Himself (1634, 1673)[12][13]
- A treatise of use and custome (1638)
- De quatuor linguis commentationis, pars prior: quae, de lingua Hebraica: et, de lingua Saxonica (1650)
- A Treatise Concerning Enthusiasme (London: Thomas Johnson, 1655).
- A Treatise Concerning Enthusiasme, facsimile ed., introd. Paul J. Korshin, 1970, Scholars' Facsimiles & Reprints, ISBN 978-0-8201-1077-6.
- A true and faithful relation of what passed for many years between Dr. John Dee and Some Spirits (1659)
- Of the Necessity of Reformation (1664)
- On Credulity and Incredulity in Things natural, civil and divine (1668)
- A Letter of Meric Casaubon to Peter du Moulin Concerning Natural Experimental Philosophie (1669). Facsimile ed., introd. David J. Lougee, 1977, Scholars' Facsimiles & Reprints, ISBN 0-8201-1284-4.
- A Treatise Proving Spirits, Witches, and Supernatural Operations, by Pregnant Instances and Evidences: Together with other Things worthy of Note (London: Brabazon Aylmer, 1672)
- Generall Learning: A Seventeenth-Century Treatise on the Formation of the General Scholar (ed. Richard Serjeantson, 1999)

### Obras citadas
- Bostridge, Ian (1997). Witchcraft and Its Transformations, c. 1650 - c. 1750. Col: Oxford Historical Monographs. [S.l.]: Clarendon Press. ISBN 978-0-19-820653-8
- Este artigo incorpora texto  (em inglês) da Encyclopædia Britannica (11.ª edição), publicação em domínio público.
- Collinson, Patrick, ed. (1995). A History of Canterbury Cathedral. [S.l.]: Oxford University Press. ISBN 978-0-19-820051-2
- Serjeantson, R. W. (2004). «Casaubon, (Florence Estienne) Meric (1599–1671)». Oxford Dictionary of National Biography. Oxford University Press. Consultado em 8 de fevereiro de 2009